# Into the West
«Into the West» es una canción escrita por Fran Walsh, Howard Shore y Annie Lennox, e interpretada por esta última para los créditos de cierre de la película El Señor de los Anillos: el retorno del Rey. Los cantantes Yulia Townsend y Will Martin han grabado otra versión en Nueva Zelanda.

## Inspiración
La canción fue concebida como un agridulce lamento élfico cantado por la dama Galadriel por aquellos que ya habían zarpado a cruzar el gran mar insondable. Varias frases de la letra de la canción están tomadas directamente del último capítulo de El retorno del Rey.
En los comentarios y documentales que acompañan la versión extendida en DVD de la película, su director Peter Jackson explica que la canción está parcialmente inspirada por la muerte prematura, por cáncer, del joven cineasta neozelandés Cameron Duncan, cuyo trabajo había impresionado a Jackson y a su equipo. La primera reproducción en público de la canción se produjo en el funeral de Duncan.

## Premios y nominaciones
La canción ganó el Óscar a la mejor canción original en la 76.ª ceremonia de los premios de la Academia, en febrero de 2004, uno de los once que ganó ese año esta película. Annie Lennox interpretó esta canción durante la ceremonia. La canción también ganó el premio equivalente en la ceremonia de los Premios Globo de Oro.
Además ganó el premio Grammy a la mejor canción escrita para una película, televisión u otro medio visual en su 47.ª ceremonia, de 2005.

## Otras versiones
Los cantantes Yulia Townsend y Will Martin han grabado otra versión de esta canción en Nueva Zelanda.
La canción ha sido remezclada por el D. J. Tony Moran. Esta pista no ha sido editada, pero circula de manera extraoficial con el título «Into the West (Tony Moran Unreleased Private Mix)».